# Le Démon de l'or
Pour plus de détails, voir Fiche technique et Distribution.
Le Démon de l'or (Lust for Gold) est un film américain réalisé par S. Sylvan Simon et George Marshall, sorti en 1949.

## Synopsis
Une femme âgée raconte une légende se passant dans les années 1880, à propos d'un bandit sans scrupules, qui s'accapara une réserve d’or qui ne lui appartenait pas puis se faisant manipuler par une jeune femme mariée aussi avide que lui. Plus d'un lustre après, le petit-fils du bandit rencontre des ennuis quand il essaye de retrouver la réserve d’or qui a disparu à la suite d’un gigantesque éboulement de rochers.

## Fiche technique
- Titre original : Lust for Gold
- Titre français : Le Démon de l'or
- Réalisation : S. Sylvan Simon
- Scénario : Ted Sherdeman et Richard English d'après le livre de Barry Storm
- Photographie : Archie Stout
- Musique : George Duning
- Pays d'origine :  États-Unis
- Genre : western
- Date de sortie : 1949

## Distribution
- Ida Lupino (VF : Paula Dehelly) : Julia Thomas
- Glenn Ford (VF : Raoul Curet) : Jacob 'Dutch' Walz
- Gig Young (VF : Roland Ménard) : Pete Thomas
- William Prince : Barry Storm
- Hayden Rorke (VF : Henri Ebstein) : Floyd Buckley
- Edgar Buchanan (VF : Marcel Raine) : Wiser
- Eddie Waller (VF : Jacques Ferréol) : le médecin légiste
- Paul E. Burns (VF : Paul Forget) : Bill Bates
- Arthur Hunnicutt (VF : Roger Rudel) : Ludi
- Will Geer (VF : Albert Montigny) : Shérif-adjoint Ray Covin
- Paul Ford : Shérif Lynn Early
- Antonio Moreno (VF : Marcel Painvin) : Wiser
- Arthur Space (VF : Jean Daurand) : le vieil homme de l'écurie
- Si Jenks : le vieil homme à la fenêtre
- Anne O'Neal : Mme Butler